# North London Collegiate School
La North London Collegiate School est une école secondaire pour filles fondée en 1850 par Frances Buss et se situant à Edgware, dans le Borough londonien de Harrow. La North London Collegiate School accueille des élèves de 4 à 18 ans. Elle est généralement reconnue comme la première école privée pour filles du Royaume-Uni et est la première à proposer les mêmes possibilités d’enseignements qu’aux garçons.

## Histoire
Le 4 avril 1850, Frances Buss fonde au 46 Camden Street, la North London Collegiate School. À l'origine, Frances Buss tenait avec sa mère une école privée, à Kentish Town, depuis 1845. C'est cette école qui est renommée et relocalisée, et dont Frances Buss prend la direction. Frances Buss a l'intention de préparer les élèves à des études supérieures, ou à des emplois de gouvernantes. Il s'agit pour elle de répondre à la nécessité pour les jeunes filles de la classe moyenne, de pouvoir subvenir à leurs besoins en exerçant une activité professionnelle salariée. La clientèle visée est celle des filles d'employés de bureau et de commerçants, aux moyens financiers limités. Elle souhaite apporter aux filles de ces familles la même éducation que celle que reçoivent leurs frères. L'école admet des élèves non-anglicanes, qui peuvent alors être dispensées de l'enseignement religieux. Les élèves sont externes pour la plupart.
En 1865, l'école compte 200 élèves. Elle fonctionne comme une affaire familiale, ainsi, deux frères de Frances Buss enseignent l'art et la théologie. L'école met en place des séries de conférences, qui complètent le programme scolaire. Les élèves préparent les examens locaux de l'université de Cambridge dès 1863, d'abord à titre d'expérimentation, puis à titre définitif à partir de 1865. L'école met l'accent sur l'enseignement des mathématiques, recrutant pour l'école la mathématicienne Sophie Bryant, qui lui succède à la tête de l'école en 1895.
En 1870, Frances Buss remet la gestion de l'école à un conseil d'administration. La même année, elle crée une école destinée aux élèves de familles plus modestes, la Camden School for girls, à Kentish Town. En 1975, l'école demande à bénéficier du Endowed Schools Act de 1869, pour bénéficier du statut d'école publique, subventionnée par l'État. Une inspection menée par l'université de Londres en 1871 s'avère satisfaisante et accord ce statut à la NLCS. Cette école sert de modèle pour de nouvelles écoles créées par la Girls Public Day School Compagny, créée en 1872, et les directrices des nouveaux établissements scolaires pour filles viennent visiter l'école pour se familiariser avec ses méthodes éducatives.

## Controverses
L'école fait l'objet d'une enquête en décembre 2022, sur les conditions dans lesquelles elle a délivré les mentions aux élèves en 2021. La North London Collegiate School n'est pas la seule école visée par une enquête. Alors qu'en raison de la pandémie, les examens sont remplacés par des notes donnés par les enseignants, le nombre de mentions A* des écoles privées anglaises passe de 16.1 % (2019, derniers examens avant la pandémie) à 39.5 % (2021, examens remplacés par des notes internes).

## Directrices
- Frances Buss (1850-1894)
- Sophie Bryant (1895-1918)
- Isabella Drummond (1918-1940)
- Eileen Harold (1941-1944)
- Kitty Anderson (1945-1965)[5]
- Madeline McLauchlan (1965-1985)[6]
- Joan Clanchy (1986-1997)[7]
- Bernice McCabe (1997-2017)[8]
- Sarah Clark (2017-2022)
- Hazel Bagworth-Mann (2022, intérim[9])

## Personnalités en lien avec l'école
- Roma Agrawal, ingénieure de structure
- Edith Aitken, ancienne élève et enseignante de la NLCS
- Edward Aveling, professeur de physique et de biologie (1872-1876)
- Amy Bull, ancienne élève, suffragiste et enseignante
- Sara Annie Burstall, ancienne élève (1875-1878) et enseignante (1882-1898)
- Grace Chappelow (1884-1971), suffragette
- Louisa Gurney, professeure de mathématiques (1896-1902)
- Edith How-Martyn (1875-1954), suffragette
- Anna Wintour, rédactrice en chef de Vogue USA